# Sésamo (León)
Sésamo es una localidad del municipio de Vega de Espinareda, en la comarca de El Bierzo, en la provincia de León, Comunidad Autónoma de Castilla y León (España).
En la localidad de Sésamo, se encuentran unos de los pocos restos hallados en el Bierzo de pinturas esquemáticas de la época post-neolítica. Peña Piñera en una importante estación de arte rupestre, situada en una zona de transición entre la Meseta, Galicia y Asturias. Aunque estas pinturas eran conocidas desde antaño por las gentes del lugar, no fueron objeto de la atención necesaria hasta la primavera de 1982, cuando se reconoció e identificó la veracidad del hallazgo pictórico en el mes de julio. Sésamo está situado en la parte noroccidental de la provincia de León, a 630 m de altitud sobre el nivel del mar. El pueblo se encuentra al margen derecho del río Cúa. La mayor parte de las representaciones se concentran en determinadas zonas y en lugares de difícil acceso. Aunque su cronología es imprecisa, estas pinturas pueden datarse desde la época Calcolítica hasta la Edad de Hierro. Esto equivale a decir que estaríamos en un arco temporal comprendido entre unos 5.000 a 2.000 años de antigüedad. Las figuras son esquemáticas, hechas a base de trazos rápidos y básicos, a veces de difícil interpretación. Consta de varios conjuntos pictóricos distribuidos en abrigos rocosos y de representaciones aisladas entre cada una de las agrupaciones. El color más utilizado es el ocre, en diferentes gamas. Antropomorfos: representación esquemática de las figura humana, bien en su totalidad o en partes. Zoomorfos: representaciones fáciles de identificar pero difíciles de determinar a que especie pertenecen. Se pueden catalogar como cánidos, cápridos o cérvidos. Figuras geométricas o representativas no figurativas: formas vegetales, trazos verticales y signos diversos.

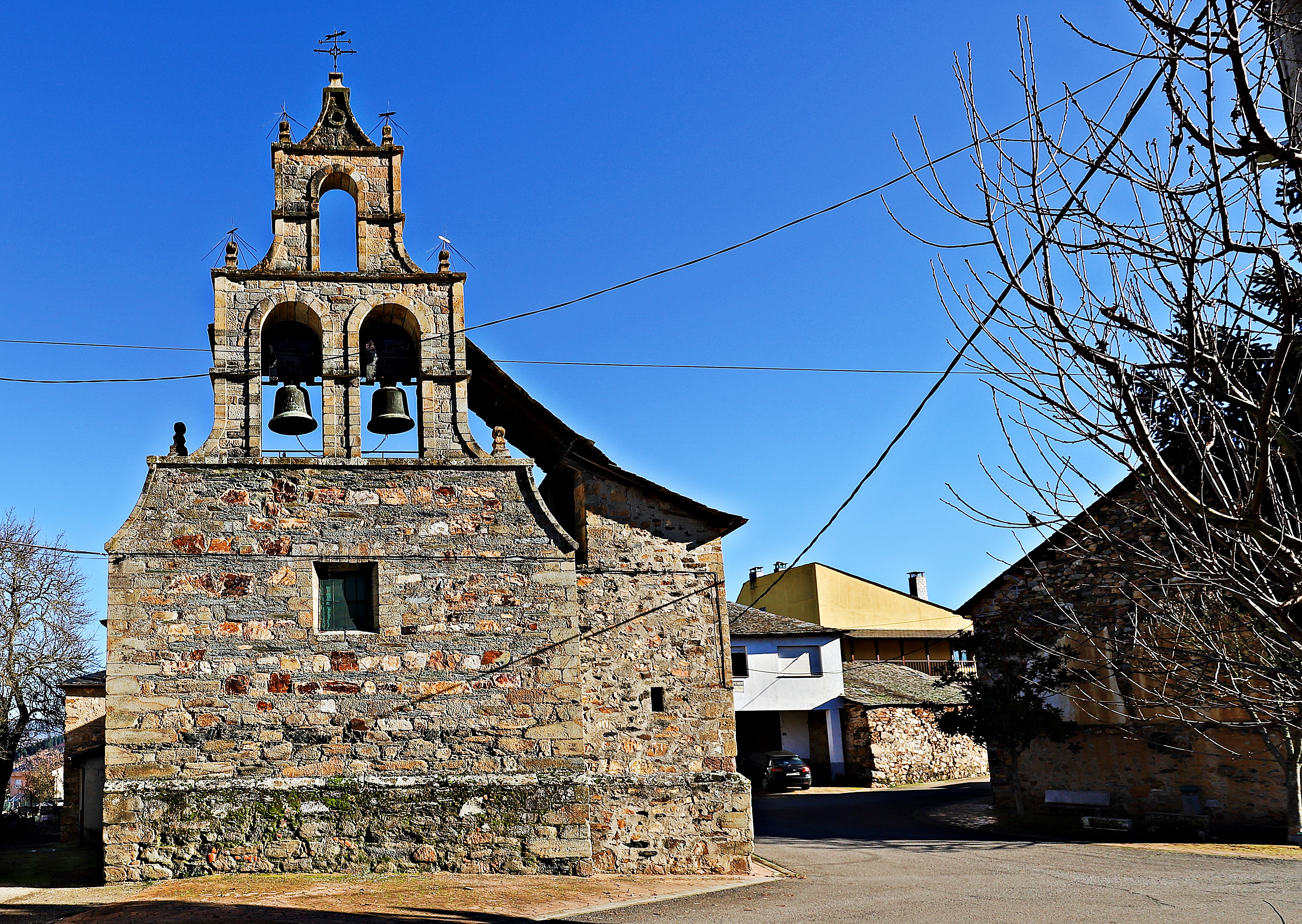
Parroquia de El Salvador de Sésamo

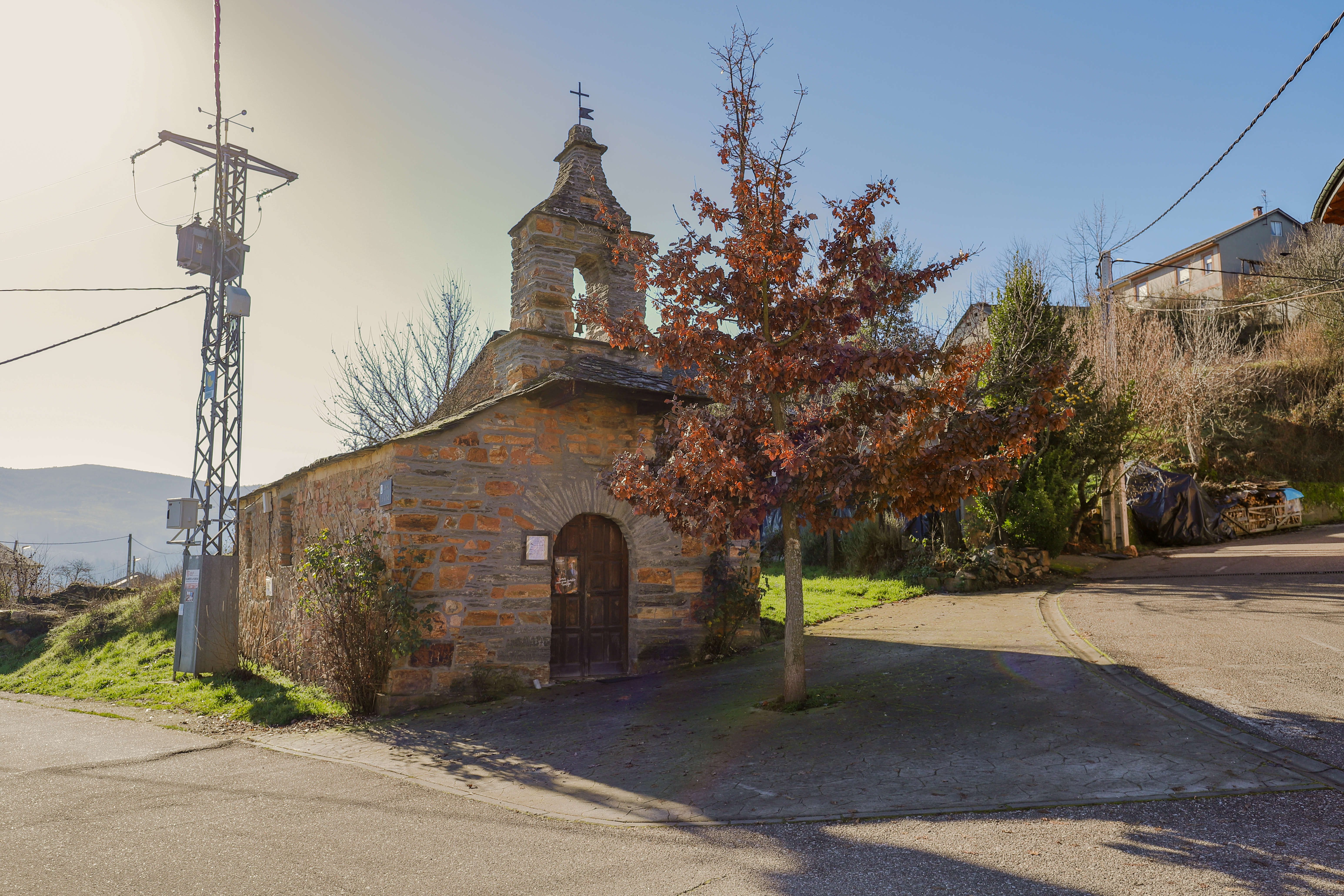
Ermita de San Roque en Sésamo

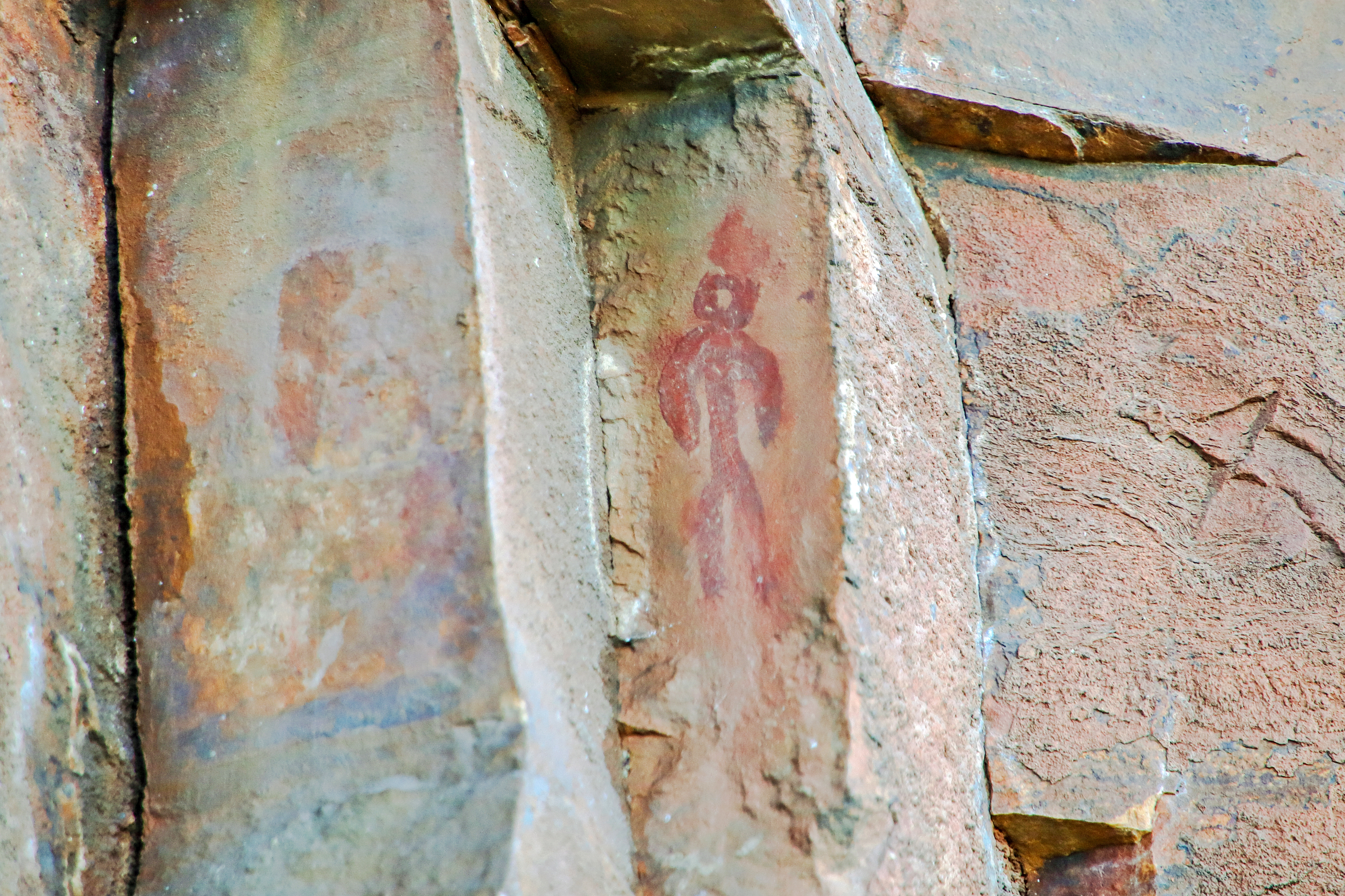
Pinturas rupestres de Sésamo

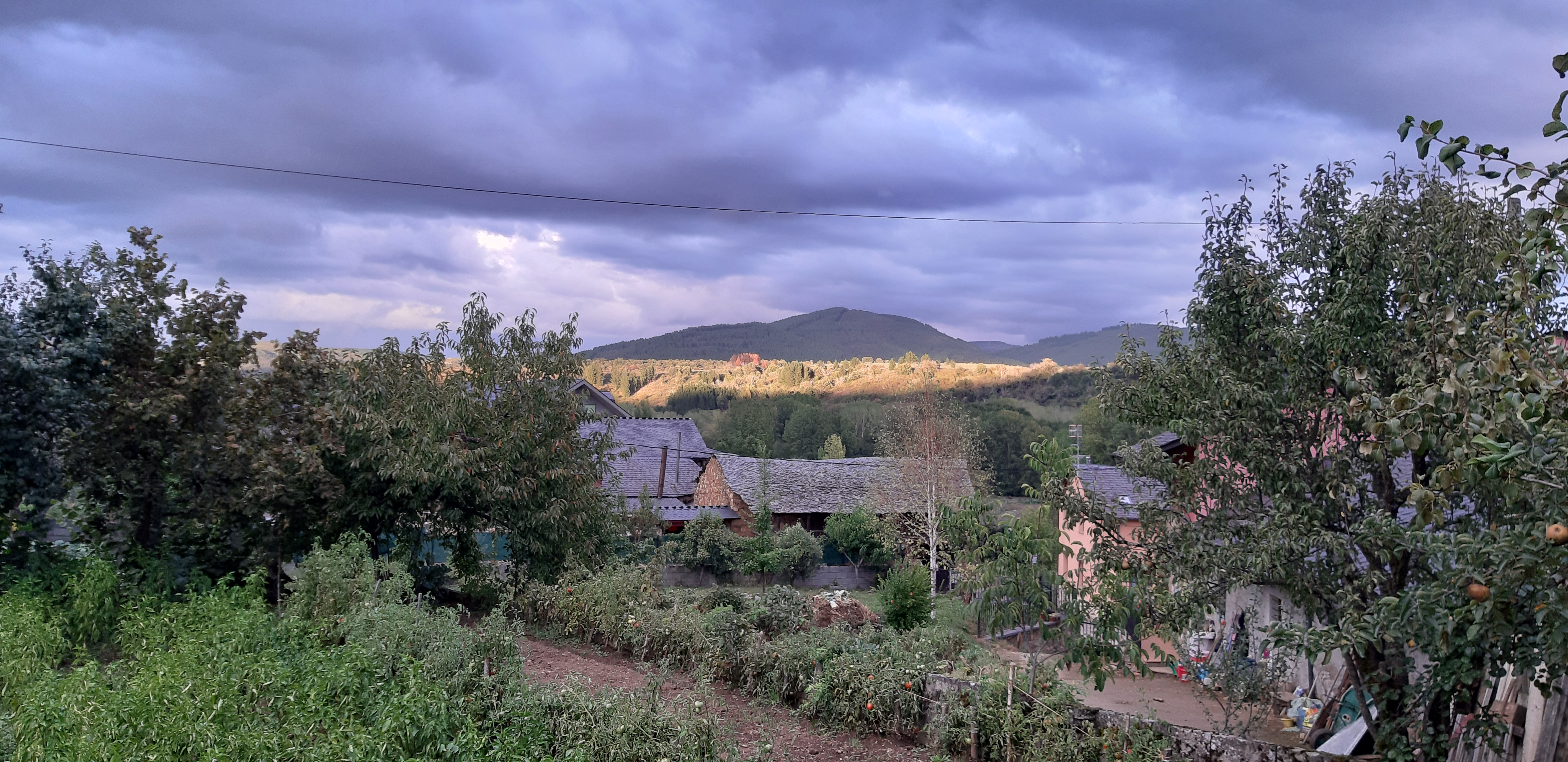
Pueblo de Sésamo. El Bierzo. León. España.

## Situación
Se encuentra al N de Vega de Espinareda; al S de Fontoria, al SO de Fabero, al E de San Martín de Moreda y al O de Berlanga del Bierzo.

## Evolución demográfica
| 2000 | 2001 | 2002 | 2003 | 2004 | 2005 | 2006 | 2007 | 2008 | 2009 | 2010 | 2011 |
| 382  | 370  | 363  | 344  | 339  | 339  | 331  | 318  | 325  | 325  | 344  | 333  |